# Estadio Luciano Zacarías
Das Estadio Luciano Zacarías (Deutsch Luciano-Zacarías-Stadion), auch Cuatro Mojones genannt, ist ein Stadion in der paraguayischen Hauptstadt Asunción. Es wurde im Jahre 1990 eröffnet und fasst heute 15 000 Zuschauer und wird zurzeit hauptsächlich als Fußballstadion genutzt. Das Stadion wurde nach dem Clubpräsidenten, Luciano Zacarías, benannt.
Der heimische Fußballverein Club Atlético Colegiales trägt hier seine Heimspiele aus.